# Cirsium fontqueri
Cirsium fontqueri là một loài thực vật có hoa trong họ Cúc. Loài này được Romo mô tả khoa học đầu tiên năm 1996.